# Pterolophia subgrisescens
Pterolophia subgrisescens är en skalbaggsart som beskrevs av Stefan von Breuning 1975. Pterolophia subgrisescens ingår i släktet Pterolophia och familjen långhorningar. Inga underarter finns listade i Catalogue of Life.